# Cissampelopsis buimalia
Cissampelopsis buimalia là một loài thực vật có hoa trong họ Cúc. Loài này được (Buch.-Ham. ex D.Don) C.Jeffrey & Y.L.Chen mô tả khoa học đầu tiên.